# Karlijn Teuben
Karlijn Teuben (Eindhoven, 3 februari 1973) is een Nederlands jurist die sinds 2022 raadsheer in de Hoge Raad der Nederlanden is.
Teuben groeide op in Eindhoven, waar zij in 1990 eindexamen Gymnasium-Bèta deed aan het Van Maerlantlyceum. Na haar eindexamen volgde ze een studie docerend musicus klarinet aan het Koninklijk Conservatorium te Den Haag, waar ze in 1995 examen deed; in 1999 rondde ze ook de studie uitvoerend musicus klarinet aan het Sweelinck Conservatorium te Amsterdam af. Naast haar opleiding tot klarinettist was Teuben in 1995 begonnen aan een studie Nederlands recht aan de Universiteit Leiden, waar ze onder andere lid was van Mordenate College de studievereniging voor excellente rechtenstudenten opgericht door Hein Schermers. In 2001 legde ze het doctoraalexamen af en begon ze te werken aan een proefschrift getiteld Rechtersregelingen in het burgerlijk (proces)recht, waar ze op 26 januari 2005 bij Henk Snijders op promoveerde. Eerder had ze reeds een uitgebreide versie van haar doctoraalscriptie, die de Jongbloed-prijs voor beste facultaire scriptie had gewonnen, gepubliceerd onder de titel Rechtersregelingen als 'recht' in de zin van art. 79 Wet RO. Na haar promotie werd Teuben advocaat bij Pels Rijcken & Droogleever Fortuyn te Den Haag, het kantoor van de landsadvocaat, waar ze zich in het bijzonder toelegde op civiele procedures. Per 1 januari 2015 werd ze benoemd tot partner (vennoot) bij het kantoor. Als advocaat bij Pels Rijcken was Teuben betrokken bij verschillende procedures tegen de Staat der Nederlanden, waaronder die voor psychische schade door de aardbevingen in Groningen, de Urgenda-zaak, en verschillende zaken over aansprakelijkheid voor militaire operaties.
Op 11 november 2021 werd Teuben door de Hoge Raad aanbevolen voor benoeming tot raadsheer in de civiele kamer van de Hoge Raad, vanwege het aanstaande pensioen van vicepresident Kees Streefkerk en de benoeming van raadsheer Maarten Kroeze tot nieuwe vicepresident; de Tweede Kamer nam de aanbeveling op 9 december van dat jaar over. Op 18 februari 2022 stemde de ministerraad in met de benoeming van Teuben; tegelijk werd ook de benoeming van Alexander van der Voort Maarschalk tot raadsheer in de belastingkamer goedgekeurd. Op 22 maart 2022 werd Teuben ten overstaan van de de Koning beëdigd.
Bestuur van de Hoge Raad:
G. de Groot (president) · M.V. Polak · M.J. Kroeze ·  V. van den Brink · J. de Hullu · R.J. Koopman · M.E. van Hilten (vicepresidenten)

Eerste kamer:
G. de Groot · 
M.V. Polak · 
M.J. Kroeze (vzrs.) · 
A.E.B. ter Heide ·
F.J.P. Lock · 
G.C. Makkink · 
C.E. du Perron · 
F.R. Salomons · 
S.J. Schaafsma · 
C.H. Sieburgh · 
T.H. Tanja-van den Broek · 
K. Teuben · 
H.M. Wattendorff

Tweede kamer:
V. van den Brink · 
M.J. Borgers (vzrs.) · 
Y. Buruma · 
C. Caminada · 
J.C.A.M. Claassens · 
C.N. Dalebout · 
T. Kooijmans · 
M. Kuijer · 
A.E.M. Röttgering ·
A.L.J. van Strien ·
T.B. Trotman

Derde kamer:
M.E. van Hilten · 
J.A.R. van Eijsden (vzrs.) · 
M.T. Boerlage ·
P.A.G.M. Cools ·
E.F. Faase · 
M.W.C. Feteris · 
M.A. Fierstra · 
R.J. Koopman ·
E.N. Punt ·
A.E.H. van der Voort Maarschalk · 
J. Wortel

J.E.M. Polak (i.b.d.) · 
H.G. Sevenster (i.b.d.) · 
C.J. Borman (i.b.d.)

Parket:
F.W. Bleichrodt (procureur-generaal) · 
M.H. Wissink (plv. procureur-generaal) · 

Advocaten-generaal civiel:
B.F. Assink · 
R.H. de Bock · 
B.J. Drijber · 
T. Hartlief · 
F.F. Langemeijer (i.b.d.) · 
S.D. Lindenbergh · 
M.L.C.C. Lückers · 
G.R.B. van Peursem · 
E.B. Rank-Berenschot · 
G. Snijders · 
W.L. Valk · 
P. Vlas · 
E.M. Wesseling-van Gent 

Advocaten-generaal straf:
D.J.C. Aben · 
P.M. Frielink · 
A.E. Harteveld · 
E.J. Hofstee · 
B.F. Keulen · 
D.J.M.W. Paridaens · 
T.N.B.M. Spronken · 
P.C. Vegter (i.b.d.)

Advocaten-generaal belasting:
C.M. Ettema · 
R.L.H. IJzerman · 
R.E.C.M. Niessen · 
P.J. Wattel